# 9932 Kopylov
9932 Kopylov este un asteroid din centura principală de asteroizi.

## Descriere
9932 Kopylov este un asteroid din centura principală de asteroizi. A fost descoperit pe 23 august 1985 la Observatorul de Astrofizică din Crimeea de Nikolai Cernîh. El prezintă o orbită caracterizată de o semiaxă mare de 2,55 ua, o excentricitate de 0,09 și o înclinație de 14,2° în raport cu ecliptica.